# O2 (영화)
"O2"(프랑스어: Oxygène, 영어: Oxygen)는 2021년 공개된 프랑스와 미국 합작 SF 생존 스릴러 영화로, 알렉상드르 아자가 감독을 맡았다.

## 줄거리
한 여성이 밀폐된 의료용 극저온 장치에서 깨어나 자신이 갇혀 있고 장치의 산소 수준이 급격히 떨어지고 있음을 발견한다. 기억 상실증에 걸린 그녀는 자신이 누구인지, 어떻게 그곳에 왔는지 기억하지 못한다. M.I.L.O라는 고급 AI의 도움을 받는다. (Medical Interface Liaison Officer), 관리자 코드 없이 냉동 장치를 여는 것을 거부한다. M.I.L.O.를 사용하여 그녀는 포드 외부로 전송하고 응급 서비스에 연락할 수 있다. 내부에 인쇄되어 있는 크라이오 장치의 모델과 일련번호를 그들에게 제공한다. 제조업체에 연락해보니 해당 장치가 3년 전에 파괴되었다는 말을 들었다. 기억을 떠올리지 못하는 그녀는 M.I.L.O의 사진과 기사를 검색하며 과거에 대한 단서를 찾는다. 그리고 그녀의 이름인 엘리자베스 (리즈) 한센을 찾는다. 자신이 극저온 의사임을 깨닫는다. 소셜 미디어에 액세스하여 남편인 레오 퍼거슨(Léo Ferguson)과 그의 연락처를 찾았지만, 그에게 전화를 걸자 한 여성이 대답한다. 그 여자에게 자신이 레오의 아내라고 말하고 그와 대화를 요구한다. 여자는 당황한 듯 전화를 끊는다.
산소 수준이 계속 떨어지자 리즈는 환각을 느끼기 시작하고 포드를 열려고 시도했지만 감전을 받았다. 경찰로부터 전화를 받았지만 그들이 그녀에게 무언가를 숨기고 있다고 의심하고 연결을 끊는다. 그녀가 이전에 전화했던 알려지지 않은 여성이 전화를 걸어 레오가 죽었다고 말한다. 또한 포드를 열 수 있는 관리자 코드를 제공하지만 포드를 열면 죽을 것이라고 말한다. 리즈는 코드를 사용하여 자신에게 관리자 액세스 권한을 부여하지만 알 수 없는 여성이 그녀에게 들어달라고 간청하자 포드를 열지 못하고 멈춘다. 여성의 지시에 따라 리즈는 원심 분리기 제어 장치에 접근하고 원심 분리기를 끈다. 무중력으로 떠다니기 시작한다. 간단한 설명 끝에 그녀는 12년 전 초잠에 빠졌고, 이제 막 14광년 떨어진 행성으로 34년 간의 여행을 떠났다는 사실이 밝혀졌다. 임무는 비밀이며 인류는 레오를 죽인 치명적인 바이러스로 인해 가까운 미래에 멸종될 것이다.
상심한 그녀는 깨어난 것이 프로세서 과열로 인한 것이라는 사실을 알게 되고 프로세서의 기능을 필수적이지 않은 기능에 할당된 덜 정교한 프로세서로 전환해야 한다는 사실을 깨닫지만 데이터가 해당 프로세서의 용량을 초과하기 때문에 실패한다. 시간이 흐르고 산소 농도가 낮아지면서 그녀는 포드를 열려고 시도하며 자살을 준비한다. 얼마 지나지 않아 그녀는 Léo도 거의 10,000명의 다른 사람들과 함께 손상된 우주선에서 과잠에 빠져 있다는 사실을 발견했지만, 그의 이마에는 이전에 가지고 있던 흉터가 없다는 것을 알아차렸다. 추가 조사 결과 노인 버전의 프레젠테이션 영상을 통해 그녀는 레오의 기억을 포함하여 원래 엘리자베스 한센의 성격과 기억이 이식 된 유전자 복제품이라는 것이 밝혀졌다. 초수면 장치를 설계한 지구상의 여성은 그녀 자신이었지만, 우주선이 통신 범위를 벗어나자 통화가 끊어졌다.
M.I.L.O. 생존 확률이 0%로 인식되어 안락사 프로토콜을 활성화한다. 그러나 리즈는 안락사 프로세서를 비활성화하고 오작동하는 프로세서의 기능을 성공적으로 재할당했다. 산소 수준이 0으로 떨어지자 리즈는 죽은 식민지 주민이 들어 있는 포드에서 산소 경로를 변경하고 M.I.L.O. 그녀를 다시 초잠에 빠뜨린다.
그런 다음 레오와 엘리자베스의 복제품이 새로운 고향 행성에 나타나 미소를 짓고 서로를 껴안고 있다.

## 출연진
- 멜라니 로랑 - 엘리자베스 핸슨 역
- 마티외 아말리크 - 마일로 역
- 말리크 지디 - 리오 퍼거슨 역